# Gregorio Pérez Companc
Jorge Gregorio Pérez Companc (Buenos Aires, 23 de agosto de 1934 - Buenos Aires, 14 de junio de 2024) fue un empresario argentino. Se destacó en el sector alimentario (Molinos Río de la Plata) y energético. Según Forbes era la 4.ª persona más rica de Argentina al momento de su fallecimiento.

## Biografía

### Primeros años
Nació en Buenos Aires, el 12 de octubre de 1934. Según lo relatado por Luis Majul en su libro Los dueños de la Argentina recién fue anotado el 23 de agosto de 1945 con el nombre de Jorge Gregorio Bazán López, hijo legítimo de Benito Bazán y Juana Emiliana López. En 1946 fue adoptado por la francesa Margarita Companc de Pérez Acuña y por Ramón Pérez Acuña, quienes le dieron su apellido. 
Estudió en el Colegio La Salle Buenos Aires, Argentina.

### Carrera empresarial
La familia Pérez Companc formó un conglomerado empresarial comenzando con San Benito en 1919 dedicada a la producción de lana, la Naviera Pérez Companc en 1946, la Petrolera Pérez Companc (PeCom) en 1958 y el Banco Río de la Plata en 1968. Los tres hijos biológicos del matrimonio Pérez Companc fallecerían sin dejar descendientes, lo que dejó a Gregorio como líder del holding familiar.
En 1975 adquieren la mayoría accionaria de la Sociedad Argentina de Electricidad (SADE).
En 1981, el Grupo Pérez Companc crea Combustibles Nucleares Argentinos (CONUAR) en sociedad con la Comisión Nacional de Energía Atómica (CNEA).
En 1998 ingresó al sector de alimentos con la compra de Molinos Río de la Plata que controla marcas como Cocinero, Lucchetti y Gallo, entre otras. En 2016, se produce una escisión en la empresa para separar el negocio de cereales y oleaginosas que pasa a denominarse Molinos agro.
Durante los años 1990, Pérez Companc fue uno de los principales beneficiarios de la ola privatizadora en Argentina. Compró empresas estatales en sectores clave como energía, telecomunicaciones y agricultura. En 2002 vendió un 60 % de PeCom a Petrobras por aproximadamente USD 1.000 millones en efectivo y bonos durante la crisis económica nacional.
El 17 de diciembre de 2009, Gregorio anunció su retiro de los negocios. El holding familiar se reorganizó bajo el nombre Santa Margarita y la propiedad fue cedida a sus hijos Jorge, Luis, Pablo, Rosario, Pilar, Cecilia y Catalina.
En 2015 se produce la recompra de SADE a Skanska. En mayo de 2024 se anuncia que Luis, Rosario y Pilar Pérez Companc le compraron las acciones del holding a sus hermanos. En 2024 se calculaba que su fortuna ascendía a 4200 millones de dólares.

### Filantropía
Una de sus contribuciones más destacadas fue la donación multimillonaria para la construcción del Campus Universitario de Pilar de la Universidad Austral, el cual incluye una clínica médica universitaria de excelencia académica y asistencial. Este aporte —que se estima osciló entre 50 y 80 millones de pesos (equivalentes al mismo monto en dólares en ese momento)— fue fundamental para el establecimiento del Hospital Universitario Austral, inaugurado en 2000 y reconocido por su calidad médica e investigación científica.

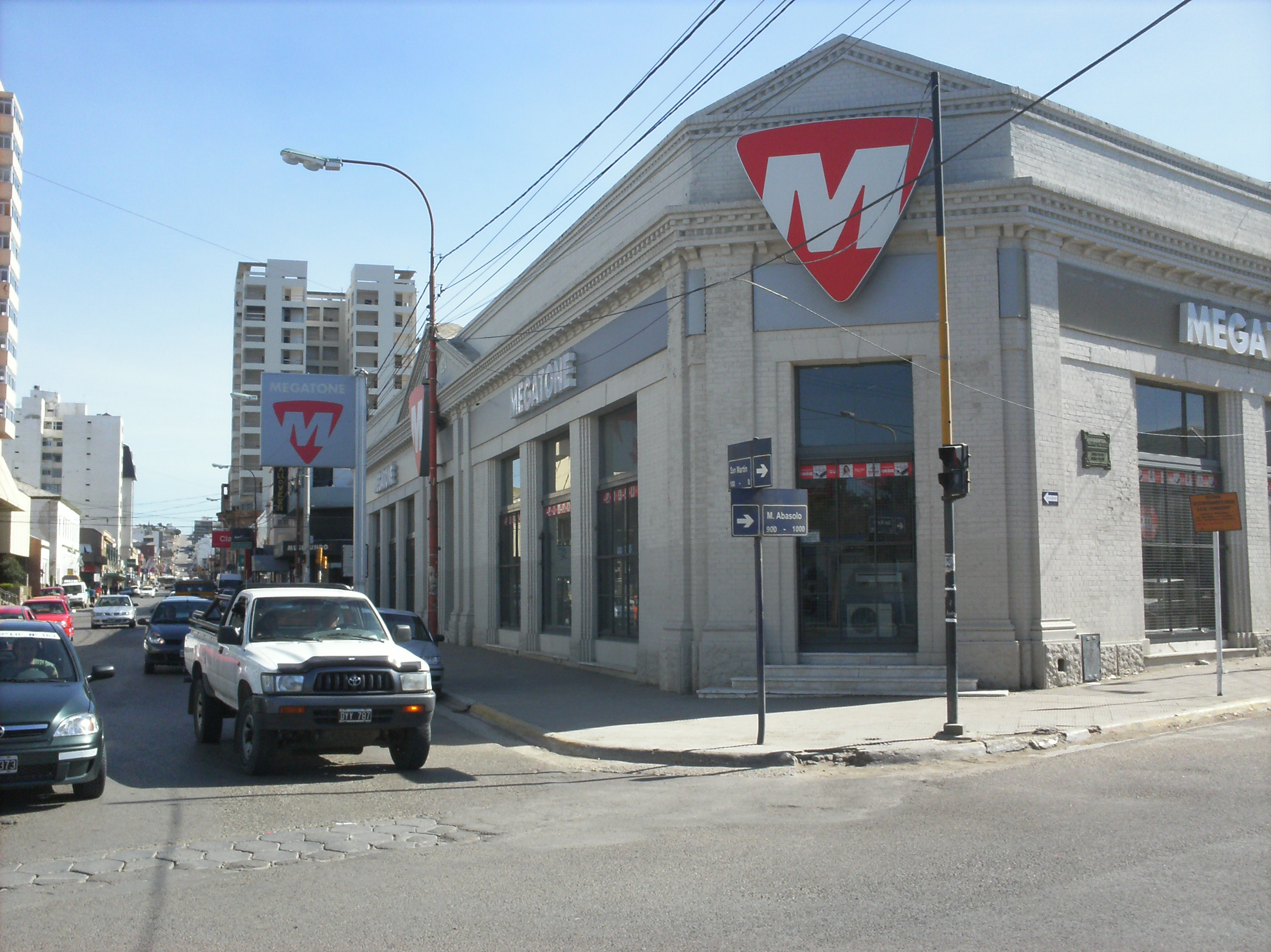
El edificio Galería «Pérez Companc» en pleno centro de Comodoro Rivadavia, la ciudad petrolera donde la familia Pérez Companc hizo parte de su fortuna. Mantiene su fachada y estructura desde 1920.

La Fundación Pérez Companc también impulsó un convenio con el CONICET para diseñar un programa que promueva el desarrollo temprano del lenguaje y la alfabetización infantil, fortaleciendo estrategias educativas desde la primera infancia. Este programa alcanzó a más de 2.800 niños y docentes en Corrientes y Misiones. En 2025, lanzó talleres de alfabetización familiar en Chubut junto al Ministerio de Educación provincial.
En su testamento estableció que donará la mitad de su riqueza al desarrollo social de la Argentina, es decir, a la construcción de escuelas, hospitales, caminos, comedores escolares, etc.

### Vida privada
Se casó con María del Carmen "Munchi" Sundblad Beccar Varela en 1964. Con ella tuvo ocho hijos: Margarita (fallecida a los 19 años), Jorge, Luis, Rosario, Pilar, Cecilia, Pablo y Catalina. Luis participó en el evento automovilístico 24 Horas de Le Mans, Jorge en el Campeonato de Rally Mundial con el equipo Ford Munchis's World Rally Team y en el Rally Dakar;  Pablo en el Indy Pro Series de los Estados Unidos.